# ギラ・ドーガ
- 機動戦士ガンダム 逆襲のシャア
- 機動戦士ガンダムUC
  - ネオ・ジオンの機動兵器 > ギラ・ドーガ

ギラ・ドーガ (GEARA DOGA) は、「ガンダムシリーズ」のうち宇宙世紀を舞台とする作品に登場する架空の兵器。有人操縦式の人型機動兵器「モビルスーツ（MS）」のひとつ。初出は、1988年に公開された劇場アニメ『機動戦士ガンダム 逆襲のシャア』。
作中の軍事勢力のひとつである新生ネオ・ジオン軍の量産機で、旧ジオン公国軍の量産機であるザクIIの設計思想を踏襲した汎用機。カラーリングもザクIIと同様の緑を基調とするが、劇中ではレズン・シュナイダーの専用機である青い指揮官機も登場する。
本記事では、外伝作品などに登場するバリエーション機についても記述する（ヤクト・ドーガはその関連機体も含め単独記事へ）。

## デザイン
メカニックデザインは出渕裕。ガンダムシリーズの量産型MSの代表、ザクIIの直系機としてデザインされており、ショルダーシールドやショルダーアーマーなどのパーツにその特徴を残している。出渕は、ネオ・ジオンは資金難の弱小組織のために高級なMSは持てないだろうという考察の末、ザク系のデザインにしたと語っている。また第二次世界大戦におけるドイツ軍の歩兵がモチーフで、「ドイツ軍ヘルメットをかぶったザク」というイメージでデザインされた。歩兵ということでバックパックも背嚢のイメージが強いデザインになっており、武装は実際に存在する銃のギミックを数多く取り入れている。

## 設定解説
新生ネオ・ジオン軍の主力機。グリプス戦役後期に開発されて第一次ネオ・ジオン抗争終結時にアクシズ残党が持ち出した機体をベースに、アーム・レイカー式操縦桿やエア・バルーンの採用といった操縦系や機体管制などの制御系の更新がおこなわれている。新生ネオ・ジオンの拠点であるコロニー「スウィートウォーター」で開発され、アナハイム・エレクトロニクス（AE）社グラナダ工場での生産を前提とした設計変更が加えられている。
グリプス戦役から第一次ネオ・ジオン抗争にかけての時期に顕著であった、MSの恐竜的進化に対する見直しが図られ、一年戦争時に開発されたザクIIの「人間の機能を拡大した機動歩兵」というコンセプトを踏襲し、汎用型としてバックパックや武装を作戦に応じて交換可能な設計となっている。また、マラサイの設計も導入されているとも、ザクIII後期型がその試金石になったともいわれる。基礎設計が古いため、第二次ネオ・ジオン抗争の時期にはすでに旧式化しており、機種転換が必要ともされるが、ネオ・ジオン軍は短期決戦を想定してニュータイプ専用MSや大型モビルアーマーの開発に重点を置いており、新型の量産機を開発する余裕はなかった。そのため、もっとも調達効率の高い機体として（ほぼ無償とする説もある）本機が提供されたともいわれる。ただし、その性能は当時の地球連邦軍の主力機であるジェガンと同等である。
宇宙世紀0090年頃から量産を開始、100機余りが製造され、0093年の第二次ネオ・ジオン抗争に指揮官機10機を含む82機が実戦配備されている。一般機と指揮官機の違いは通信機能強化に伴う頭頂部ブレード・アンテナの増設のみとされるが、レズン・シュナイダー少尉機に代表されるパーソナル・カラーや、一部機能の強化も認められている。また、頭部形状が異なる「ボックス・ヘッド」と呼ばれる複合電装デバイス搭載機も隊長機として提案されたという。
本機はニュータイプ専用機であるヤクト・ドーガのベースとなったほか、発展強化更新型としてギラ・ズールが開発され、ネオ・ジオン残党「袖付き」の主力機となっている。

### 武装・装備
一般兵士用ビーム・マシンガン
型式番号：X-119NZ-D1
MIP社製で、出力6メガワット、装弾数60発。速射用の2連砲口をもち、実体弾のマシンガンのようにペレット状のビームを連射するほか、通常のビーム・ライフルとしても使用できる。2連砲口の上部は設定画では複合センサーとされるが、通常のビーム・ライフルとして使用する際の砲口としている媒体もある。銃身下部にグレネード・ランチャーを装備可能。腰部側面のケースに予備のEパックを収納する。
小隊長クラス用ビーム・マシンガン
レズン機が携行する。一般兵士用に比べて高出力・長射程となっており、銃身の先端部に複合センサーを装備している。砲口は1門だが、モードの切り替えによってビーム・ライフルとビーム・マシンガンを使い分ける。
ビーム・ソード・アックス
腰部背面に懸架される接近戦用武装。柄の上部と側部の2か所にビームの発生器を持ち、剣状・斧状・ピック状の3形状のビーム刃を使い分けることができる。ピック状態はトーチとしても使用可能。
シールド
マラサイのシールドと同様、可動する大小2枚の装甲板をつなげた形状をしている。裏面には各種武装を複数懸架可能。なお、右肩のシールドは機体の一部という扱いのため、武装には含まれない。
シュツルム・ファウスト
一年戦争の頃から使用されている、使い捨ての簡易式ロケット・ランチャー。シールドに最大4基懸架され、その状態での発射も可能。
グレネード・ランチャー（シールド用）
シールドの小型装甲板裏に連装2基懸架されているマルチランチャー。煙幕用のスモークディスチャージャーなど、複数の弾種が存在する。
バックパック
宇宙世紀0078年にザクII用に開発された冷却剤タンク装備のものをそのまま長距離巡航用として標準装備するが、ほかにも様々なタイプが用意されている。
おもにコロニー制圧戦を想定した「マインレイヤー」と呼ばれる機雷投下器装備型のバックパックは、14発の機雷を装填する。
電磁ワイヤー
電撃を発するワイヤー状の兵器で、用途としてはハンブラビが使用した「海ヘビ」に酷似する。劇中で左腕を振り上げて射出するシーンがあるが装備位置などの設定解説はされておらず、一部の資料に「電磁ワイヤー」という名称が記載されているのみである。ケーラ・スゥを人質に取られたアムロ・レイとνガンダムを捕縛する際に使用された。
ゲーム『機動戦士ガンダム バトルオペレーション2』では「電磁ワイヤー」として実装されている。シールドの先端から射出する兵装という解釈がされており、シールドは先端裏にワイヤーの固定具が追加された独自仕様となっている。

### 劇中での活躍
『逆襲のシャア』では主要な戦闘場面にほぼ登場し、連邦軍のMS部隊と交戦する。シャア率いる新生ネオ・ジオン軍による開戦直後から実戦投入されている。レズン機はケーラ・スゥの乗るジェガンを圧倒したり、部隊の先頭に立ってロンド・ベル隊の旗艦ラー・カイラムに肉薄し、艦首に直撃を浴びせるが、チェーン・アギが操作する対空銃座からの攻撃によって、撃墜される。
劇中終盤では、戦闘を放棄して地球に落下しつつあるアクシズを押し返そうとするジェガンとジムIIIの姿に、多くのギラ・ドーガが武器を投げ捨てて落下阻止に協力する。
漫画『機動戦士ガンダム ギレン暗殺計画』では、白い塗装と「SHIELD OF ZEON」のマーキングが施された機体が、ネオ・ジオン旗艦のレウルーラの直衛機として登場する。
『機動戦士ガンダムUC』では、宇宙世紀0096年にネオ・ジオン残党軍「袖付き」の機体として登場。両手首付近に「袖付き」所属であることを示すエングレービング風の装飾が施され、後継機のギラ・ズールとともに第一線で運用されている。
ゲーム『機動戦士ガンダム外伝 ミッシングリンク』では、ヴィンセント・グライスナー専用機として先行配備された機体が登場。パーソナル・カラーである濃淡ブルーを基調とする。0090年でのある任務でトラヴィス・カークランド搭乗のΖII、クロエ・クローチェ搭乗の トーリスリッターと共にアンネローゼ・ローゼンハイン搭乗のクィン・マンサと交戦する。
『UC』と同じ0096年を舞台とするVR映画『機動戦士ガンダム：銀灰の幻影』では、通常機と「袖付き」仕様の両方が登場する。
漫画『ダブルフェイク アンダー・ザ・ガンダム』では、0090年にイリア・パゾム率いる新生ネオ・ジオンの部隊が複数運用している。
漫画『機動戦士ガンダム シルエットフォーミュラ91』では、0123年にネオ・ジオン残党村に住む少女のレイラ・ラギオールが、連邦軍テストパイロットのトキオ・ランドールたちをガレムソンの再来と誤解し、村に配備されている機体を持ち出して彼らに襲いかかる。

## バリエーション

### ドーガ
初出は、後述の模型誌オリジナル機体のひとつとして発表された。旧ネオ・ジオン時代に試作された量産型のプロトタイプで、ギラ・ドーガの原型機とされる（型式番号：AMS-117B）。地上での格闘戦を想定したテスト機であり、パックパックは未装備で、右腕にヒート・ロッド、左腕にグフと同型のシールドを装備している。カラーリングはグフを踏襲した青を基調とする。
その後、漫画『ダブルフェイク アンダー・ザ・ガンダム』（連載時は「ダブル・フェイク」）の関連企画として『エムジェイ』で連載された「MS90'S」の文字設定でも触れられた。ガルスJの開発班が試作していた機体であり、ドライセン以降にギラ・ドーガとして完成させたとされる。
なお、「MS90'S」の同記事が初出のグザにその後設定が付与され、ギラ・ドーガの前身となったとする説もある。また、『SDガンダム GGENERATION-F』に登場する「ドーガ」は「ダブル・フェイク」が初出であるが、正式名称が不明であるために付けられた呼称であり上記の機体とは異なる。
漫画『機動戦士ガンダムF90 ファステストフォーミュラ (F90FF)』の関連企画として『ガンダムエース』で連載された「月刊モビルマシーン」でも、ギラ・ドーガの原型機とされる機体のひとつとしてグザとともに名称と型式番号が紹介されている。

### ギラ・ドーガ重装型
1988年発売のムック『機動戦士ガンダム MS大全集』掲載の明貴美加による描き下ろしイラストが初出で、その後は『CCA-MSV』に分類された。巨大な2基の燃料タンクと長距離砲「ランゲ・ブルーノ砲」をバックパックに装備する重装仕様。それ以外の仕様は一般機と同じ。ランゲ・ブルーノ砲は、のちに改良されて後継機のギラ・ズールにも装備される。『機動戦士ガンダムUC』では、通常型とともに「袖付き」の所属機として登場する。
明貴のイラストでは、左腕が輪郭線のみで描写されている。メディアワークス『データコレクション7 機動戦士ガンダム 逆襲のシャア』ではこれを「左腕が排除され、メガビームキャノンに換装された」と記述している。
『UC』の追補作品「戦後の戦争」および漫画『機動戦士ガンダムUC バンデシネ Episode:0』では、アンジェロ・ザウパー中尉の専用機が登場。カラーリングはパーソナル・カラーの紫を基調とする。0094年6月15日のシナンジュ・スタインの強奪作戦に参加、これがアンジェロの初陣となる。なお、ゲーム版ではほかの「袖付き」の重装型と同様に右肩のシールド下部に2本の白いラインが引かれているが、漫画版では3本となっている（僚機のキュアロンとセルジの通常型には2本）。また、漫画版のみブレード・アンテナを装備している。

### ギラ・ドーガ（陸戦用重装型）
雑誌『B-CLUB』に連載された近藤和久の漫画「THE DOGS OF WAR U.C.0092」（のちに『新MS戦記 機動戦士ガンダム短編集』に収録）が初出で、『ホビージャパン別冊 機動戦士ガンダム「新世代へ捧ぐ」GUNDAM NEW GENERATION』に設定が掲載された。
火力の増大と装甲の強化が施され、通常型の1.5倍のパワーを有するとされる。外観上の変更点は、腰部スカートの大型化と、両肩のスラスターが後部にも追加されている。また、フレデリック・F・ブラウン大尉機ほか一部はギラ・ドーガ改と同様の頭部形状となっている。塗装は戦域によってさまざまなバリエーションが確認されている。
作中での活躍
「THE DOGS OF WAR U.C.0092」では、ブラウン大尉率いる全6機による特別MS師団が旧マ・クベ鉱山基地に埋蔵されている核ミサイルを奪取すべく、バリュート装備で衛星軌道上より地球へ降下する。密林地帯でジオン残党軍マッドアングラー隊のユーコン級潜水艦と合流し、艦内でサンド系の迷彩を施されホルムズ海峡沿岸に上陸。連邦軍MS隊の迎撃をかわしつつ目標の鉱山基地に到達するが、Gコマンダー1機の圧倒的な火力により劣勢に追い込まれる。しかし連邦軍輸送機ゴリアテの墜落により地下の核が誘爆、皮肉にも重装甲のGコマンダーの陰にあったブラウン機のみ生還する。

### ギラ・ドーガ（フル・フロンタル機）
『UC』の追補作品「戦後の戦争」が初出で、漫画『機動戦士ガンダムU.C.0094 アクロス・ザ・スカイ』にも登場。
シナンジュ・スタインを強奪する際にフル・フロンタル大佐が搭乗する機体。カラーリングはかつてのシャア専用ザクIIを彷彿させる濃淡の赤を基調とする。ギラ・ズール用のビーム・マシンガン（センサー追加仕様）を装備している。
本来はバリエーション機への改修による新設計パーツの耐久テスト用の実験機。スラスター推力の出力向上、機体追従性能の強化、手首への「袖」の増設が図られている。性能向上型とも謳われたが、過度な強化によって操縦困難なほどに機体バランスが狂っているため、予備パーツとして解体されるはずだった。しかし、フロンタルの操縦によって本来の性能を発揮するに至り、「赤い彗星の再来」を印象付けることとなる。シナンジュ・スタイン強奪時に、フロンタルが本機を操縦しておこなった高機動戦闘を目の当たりにしたフロンタル親衛隊のキュアロンは、ルウム戦役時のシャア・アズナブルの武勇伝である「シャアの八艘飛び」と髣髴し「赤い彗星の再来」の名に違わぬ存在であることを確信する。
『アクロス・ザ・スカイ』ではその後バト・パンセリノス少尉が搭乗し、リバウとともにオーストラリア東部に降下、地球連邦軍の教導隊「レイヴン」に合流する。

### アングリフ・ドーガ
スマートフォンゲームアプリ『機動戦士ガンダム U.C. ENGAGE』に登場する、ゲームオリジナルMS。
拠点攻略用に装備を追加した機体で、プロペラントタンクの増設やシールドの携行装備化、肩部バーニアの追加（両肩がスパイク・アーマー）により機動性が向上している。追加武装は既存機からの流用で、Iフィールドなどの防御兵装への対策として実体弾兵器のジャイアント・バズ、近・中距離用およびフレア（デコイ）としての活用も可能なトライ・ブレードを装備する。

### ギラ・ドーガ改
プラモデル『1/144 ギラ・ドーガ』付属説明書が初出で、その後は『CCA-MSV』に分類された（型式番号：AMS-119S）。
ギラ・ドーガ（サイコミュ試験タイプ）と同時期に開発された指揮官用の高性能機。ムーバブルフレームは原型機と同一だが、装甲をガンダリウム合金に変更したことにより強度が40パーセント向上、またアビオニクスの大半を新造したことで、機体の追従性や探知能力など全体的に性能が向上している。しかし、ネオ・ジオン開発陣の総力を要するα・アジールの製造が決定されたことで量産化は中断、試作機の数機製造のみにとどまっている。

#### ギラ・ドーガ改（リア・ドーガ）
漫画『機動戦士ガンダムF90』に登場する地球連邦軍の機体。「リア・ドーガ」の別名および詳細な設定は「月刊モビルマシーン」による。
シャアの反乱以降、連邦軍教導団は鹵獲したギラ・ドーガを用いて模擬戦をおこない、汎用性に秀で、反応伝達系はRGM系より優れるとの高評価を与え、敵性MSの戦技研究のために同機の配備を強く望む。しかし、参謀本部はその開発経緯からAE社に同機の購入を申し出ることはできず、また工廠側で同機をコピーすることはAE社の知的財産権侵害のリスクがある。これに対しサナリィは、ブッホ・ジャンクが宇宙空間で回収した3機のギラ・ドーガ改を同社がコピーし、熱核反応炉や武装、FCSなどはAE社が協力するという解決策を提示、0096年5月には必要なパーツが供与される。
設計には、バージムに続きサイド2のナムスド研が協力している。装甲材は原型機同様ガンダリウム系コンポジットが用いられ、頭部は政治的配慮からゴーグル型に変更されている。初期型のジェネレーターはギラ・ドーガと同出力のコピー品が搭載されるが、0106年の改修以降はAE社が入手したザクIII改のものを流用して出力2,860キロワットに増強され、大火力兵器の運用が可能となっている。これにともない、胸部にダクトが4基増設されている。脚部は整備性を重視してジェガンとのパーツ共用度を50パーセントに高めているが、操縦特性はほぼ変わっていない。バックパックや肩部・腰部のアーマーは高度にモジュール化されており、連邦軍（ティターンズ）用、ジオン軍用を問わず複数のユニットに換装が可能で、敵性機体を極力模倣して訓練を円滑たらしめる。フォン・ブラウン教導団のシャルル・ロウチェスターの機体はドーベン・ウルフのバックパックとザクIIIの隠し腕を装備し、バウのものを改造したメガ粒子砲内蔵シールドを携行する。これは第4世代MSのアグレッサーとして一般的な兵装であるとされ、ほかにもトライ・ブレードやアーム・パンチ、ヒート・ロッドなどのオプションが用意されている。
連邦軍に制式採用されてはいないため、新規の型式番号は与えられていない。教導団内部で原型機と区別する必要がある場合は、「リア・ドーガ（教導団ドーガの意）」の名称が用いられたという。ジオン系MSで訓練を受けたエゥーゴおよびティターンズの兵士には好評であり、少数ではあるがコロニー防衛隊に試験配備されている。標準仕様はジェガンのビーム・ライフル、シールド、バックパックを装備し、カラーリングは濃淡ブルーを基調とする。
『F90』では、火星独立ジオン軍にガンダムF90 2号機を奪われたシド・アンバーが代替の搭乗機として使用。これはもともと上官であるボッシュ・ウェラーの機体であり、アグレッサー機として第13実験戦団に配備されたものであるとされる。頭部バイザーにシャークマウスのペイントがほどこされている。データ収集のためガンダムF90 1号機の仮想敵機として運用されたあと、そのまま艦隊編成に組み込まれF90 2号機の奪還作戦に参加し火星に降下する。その後火星独立ジオン軍基地内部への侵攻の際にボッシュ大尉の駆るガンダムF90（火星独立ジオン軍仕様）と交戦するが撃墜され大破。パイロット脱出後、機体はそのまま放棄される。
『F90FF』では、0115年末の特殊部隊「ファステストフォーミュラ」の旗艦「フェア・レディ」の危機に際してリー・シャオメイ少佐が搭乗し、サイド2コロニー「アメリア」から94式ベースジャバーに乗ってギデオン・ブロンダン大尉のバージムとともに駆け付ける。武装はリック・ディアスのクレイ・バズーカを携行する。また、隕石迎撃衛星「トリムールティ」をテロ組織「レガシィ」から防衛するため、上記シャルル機（原型機と同型の火器を携行）を含むフォン・ブラウン教導団の機体が実戦参加している。

### ギラ・ドーガ（サイコミュ試験タイプ）
プラモデル『1/144 ヤクト・ドーガ（クェス・パラヤ専用機）』付属説明書が初出で、その後は『CCA-MSV』に分類された（型式番号：AMS-120X / AMS-120）。
新生ネオ・ジオン軍は戦争の早期終結のため、総帥であるシャアを筆頭とした少数精鋭のニュータイプ (NT) 部隊の編成を想定しており、NT専用機の基礎設計と並行して主力量産機であるギラ・ドーガをベースとしたサイコミュ兵装搭載試験がおこなわれる。
新生ネオ・ジオン軍初のNT専用機として、ギラ・ドーガのムーバブルフレームを流用してギラ・ドーガ改と同時期に開発される。両肩のシールドにファンネルを3基ずつ、半分内蔵する形で装備する。また、シールドの先端にはグレネード・ランチャー、裏側にビーム・サーベルを装備。腹部には拡散ビーム砲を搭載している。専用のビーム・ライフルは銃身下部にグレネード・ランチャー（装弾数5発）を装備。左腕のマウントラッチで固定するオプション・シールドは4基のメガ粒子砲を内蔵するほか、インコムを装備している。カラーリングは赤を基調に、一部を濃淡グレーで塗り分けられている。
のちのヤクト・ドーガと比較して、火力に優れるが運動性では劣っていたとされる。また本機の開発の際にサイコミュの小型化に失敗したため、以降のニュータイプ専用機の開発はAE社に依頼されている。なお、AE社はのちに本機のビーム・ライフルのランチャー部を拡散ビーム砲に変更したビーム・ショット・ライフルを開発しており、サザビーに採用されている。また、オプション・シールドはインコムを廃したものがヤクト・ドーガに装備される。
雑誌『ガンダムエース』2024年2月号掲載の特別読み切り漫画「おひとり様のナナイさん」（原作：築地俊彦、漫画：竹宮さとし）では、0091年にギュネイをパイロットとしてテストがおこなわれるが、ファンネル射出時には1基にエラーが発生する。名称は「ギラ・ドーガ サイコミュ試験型」と呼ばれている。

### クエル・ドーガ
「MS90'S」（ドーガの項を参照）が初出（型式番号：AMX-121）。メカニックデザインは福地仁で、「ダブル・フェイク」に登場するクォータースーツ（メラ・ドーガ）を設定する以前に考えていた機体であり、軽量型のドーガ系MSとされる。
直後に発行された『ENTERTAINMENT BIBLE アクシズ戦争編』ではまったく異なる設定が記載されており、一年戦争時のザク系重MSのバリエーションであるとされる。なお、表記は「クェル・ドーガ」となっている。
ゲーム『SDガンダム GGENERATION-F』にも登場。こちらも「クェル」表記。ギラ・ドーガのバリエーション機で、格闘戦能力を強化した試作MSとされる。白兵戦の戦術を広げるため、当時のMSとしては珍しくヒート兵器（ヒート・ナイフ）を装備している。ほかに、ビーム・ライフルも携行する。カラーリングは濃淡グレーを基調とし、両肩のアーマーには濃淡グリーンの迷彩塗装がほどこされている。

### ギラ・ドーガ強行偵察型
PCゲーム『SDガンダムウォーズ』に登場。スペースサイド軍所属のゲームオリジナルMS。

### 模型誌オリジナル機体
以下はホビージャパン社発行のムック『別冊 機動戦士ガンダム「新世代へ捧ぐ」GUNDAM NEW GENERATION』に掲載された模型作例のオリジナル機。
デザート・ドーガ
北アフリカ戦線向けの砂漠戦用機（型式番号：AMS-119D）。脚部推進ユニットが強化されている。また、士官用のカスタムタイプも存在する。
ギラ・ドーガ海兵隊仕様
運動性を高めるために、本体重量がノーマル機の80パーセントに軽量化された機体（型式番号：AMS-119E）。軽量化で脆弱化した装甲は、ムーバブル・フレームの強化と武器の充実で補っている。
シュツルム・ドーガ
地球上でMSを単独飛行可能とするユニットの実験機（型式番号：AMS-119F）。通常型から5機が改造され、背部に飛行用のユニットが装着されている。開発中に終戦となり、地上での運用はされないが、2機が宇宙用に転用されて実戦参加した記録がある。
出渕裕によるラフスケッチをもとに模型が制作されている。
マリン・ドーガ
水陸両用機（型式番号：AMS-119M）。水流ジェットエンジンが搭載され、両肩アーマーの装甲が強化されているほか、センサーが内蔵されている。
レーテ・ドーガ
ネオ・ジオン総帥のシャア・アズナブルを含めたニュータイプ専用機として開発された機体（型式番号：AMS-119N）。サイコミュを搭載しており、数種類が試作されたものの、いずれも要求性能を満たせずに終わっている。
ベルター・ドーガ
大気圏外での高機動を追及した機体（型式番号：AMS-119R）。機体各所にスラスターユニットが増設されている。エース級パイロットでしか乗りこなせず、レズン・シュナイダーへ与えられる予定もあった。ドーベン・ウルフを設計したスタッフが関与したともいわれる。
パンツァー・ドーガ
ザクタンクと同様の理由で現地改造された機体（型式番号：AMS-119V）。下半身と腕部がザクタンクと同型のものになり、攻撃用の60連装ロケットランチャーを背部に装備している。雑誌掲載時にはギラ・タンクだったが、別冊収録に合わせて現在の名称に変更された。

## 関連機体
MSN-03 ヤクト・ドーガ
ギラ・ドーガのムーバブル・フレームを流用して開発された、新生ネオ・ジオンのニュータイプ専用MS。
AMS-129 ギラ・ズール
小説・アニメ『機動戦士ガンダムUC』などに登場。ネオ・ジオン軍残党「袖付き」の主力MSで、大部分のパーツがギラ・ドーガから流用されている。また、本機をもとにした複数の派生型も存在する。

Me02R メッサー
小説・アニメ映画『機動戦士ガンダム 閃光のハサウェイ』に登場。反連邦組織「マフティー」の主力MS。ギラ・ドーガ系をベースにした機体だとする書籍が存在する。

オールズモビルシリーズ
ゲーム『機動戦士ガンダムF91 フォーミュラー戦記0122』に登場する機体群。一年戦争時代のジオン軍MSを模した外装を施している。